# Andreas Gruber (Naturbahnrodler)
Andreas Gruber (* 28. Juni 1984 in Brixen) ist Architekt und ein ehemaliger italienischer Naturbahnrodler. Er wurde 2003 Junioreneuropameister und 2004 Juniorenweltmeister im Einsitzer. Andreas Gruber studierte parallel zu seiner sportlichen Aktivität Architektur in Innsbruck und Florenz arbeitet heute als freischaffender Architekt. Neben der Objektplanung auch Experte für Durchführungsplanung (Siedlungsplanung), Urbanistik und Ensembleschutz. Er leitet Seminare und wirkt als Fachjuror in Planungswettbewerben mit. Qualität bedeutet für ihn innovative, fortschrittliche Baukultur, die in der Tradition ihre Wurzeln hat. Eine Architektur der Werte und des nachhaltigen Umgangs mit Ressourcen.

## Karriere
Seine größten Erfolge feierte Gruber bei der Junioreneuropameisterschaft 2003 in Kreuth und bei der Juniorenweltmeisterschaft 2004 in Kindberg, wo er jeweils die Goldmedaille im Einsitzer gewann. Zuvor war er bei internationalen Juniorenmeisterschaften bereits dreimal unter die besten zehn gefahren. In denselben Jahren nahm er auch an den Titelkämpfen in der Allgemeinen Klasse teil und belegte bei der Weltmeisterschaft 2003 in Železniki den neunten sowie bei der Europameisterschaft 2004 in Hüttau den siebenten Platz im Einsitzer.
In der Saison 2002/2003 bestritt Gruber in Hüttau sein erstes Weltcuprennen, das er auf dem neunten Rang beendete. In der Saison 2003/2004 nahm er an drei Weltcuprennen teil, wobei sein bestes Resultat der siebente Platz im Parallelwettbewerb von Triesenberg war. Im Gesamtweltcup belegte er Rang 19. Nach diesem Winter beendete Gruber seine internationale Karriere, war im Jahr 2007 aber noch bei den italienischen Meisterschaften am Start.

## Sportliche Erfolge

### Weltmeisterschaften
- Železniki 2003: 9. Einsitzer

### Europameisterschaften
- Hüttau 2004: 7. Einsitzer

### Juniorenweltmeisterschaften
- Hüttau 1999: 8. Einsitzer
- Gsies 2002: 4. Einsitzer
- Kindberg 2004: 1. Einsitzer

### Junioreneuropameisterschaften
- Tiers 2001: 6. Einsitzer
- Kreuth 2003: 1. Einsitzer

### Weltcup
- Drei Platzierungen unter den besten zehn